# Référendums relatifs à l'Union européenne
Du fait de systèmes constitutionnels variés, certaines évolutions de ce qui est aujourd'hui l'Union européenne ont été adoptées par référendums. Dans certains États, tels que l'Irlande, les questions constitutionnelles et relatives aux traités imposent le recours au référendum. À l'inverse, la Constitution belge semble interdire le recours au référendum. En 2004, l'assemblée générale de la section de législation du Conseil a rendu un avis, basé sur l'article 33 de la constitution, sur l'organisation d'un référendum pour la ratification du traité établissant une Constitution pour l'Europe dans lequel il confirmait cette interdiction. Le Conseil expose que l'article 33 dit que « tous les pouvoirs [...] sont exercés de la manière établie par la constitution », ce qui implique que tous les pouvoirs sont exercés par les organes qui représentent la nation et seulement par ceux-ci. Cet article exclut donc expressément tout autre mode d'exercice des pouvoirs, et l'instauration de toute procédure de consultation populaire — qu'elle soit permanente ou qu'elle porte sur un sujet déterminé — nécessite la révision préalable de la constitution.

## Autodétermination de l'Algérie
Lors de la création de la CECA (l'ancêtre de la CEE et de l'UE), l'Algérie est composée de départements français et à ce titre, elle bénéficie d'un statut équivalent à celui d'une région ultrapériphérique (RUP) ; elle faisait pleinement partie de la France et donc des Communautés jusqu'en 1962. À la suite des accords d'Évian, un référendum d'autodétermination est réalisé le 1er juillet 1962 ; la population du pays choisi à près de 100 % de devenir indépendante ; elle le devient le 5 juillet et perd par la même son statut européen.

## Élargissement de 1973
Afin d'autoriser l'adhésion aux Communautés européennes des nouveaux États candidats, la France a organisé un référendum le 23 avril 1972. Avec une participation de 60,7 %, l'adhésion des nouveaux États est approuvée à 68,3 %.
À la suite de ce résultat, trois des quatre États candidats organisèrent des référendums : l'Irlande, le Danemark et la Norvège. Le 10 mai 1972, l'Irlande organisa un référendum qui approuva l'adhésion de l'État à 81,3 %. Par la suite, le 25 septembre 1972, la Norvège organisa à son tour un référendum qui rejeta à 53,5 % l'adhésion. À la suite de ce rejet, la Norvège n'adhéra pas aux Communautés. Le 2 octobre 1972, le Danemark organisa à son tour un référendum et l'adhésion fut approuvée à 63,3 %.
Au Royaume-Uni, le gouvernement conservateur d'Edward Heath n'organisa pas de référendum sur l'adhésion du Royaume-Uni. Le programme du parti travailliste pour les élections générales d'octobre 1974 demandait l'organisation d'un référendum. Par conséquent, après la victoire Travailliste, le nouveau gouvernement d'Harold Wilson organisa un référendum sur le maintien du Royaume-Uni dans les Communautés européennes le 5 juin 1975. Avec une participation de 64 %, les Britanniques approuvèrent le maintien dans les Communautés européennes à 67,2 %.

## Changement de statut du Groenland
Le Groenland fait de facto partie des communautés européennes depuis l'adhésion du Danemark en 1973, mais une majorité de ses habitants sont opposés à cet état de fait. Le Groenland organise un référendum consultatif en 1982 sur sa place dans les communautés européennes, 53 % des votants demandent une sortie de la construction européenne. Ils seront entendus puisqu'en 1985, le Groenland sort officiellement des Communautés européennes avec l'entrée en vigueur du traité sur le Groenland.

## Acte unique européen
Le 26 février 1986, le Danemark organisa un référendum sur l'acte unique européen. Avec une participation de 74,8 %, l'Acte unique européen fut approuvé à 56,2 % des suffrages exprimés.
L'adoption du dixième amendement de la Constitution d'Irlande permit à l'État de ratifier l'acte unique européen. Il fut approuvé à 69,9 % le 26 mai 1987.

## Traité de Maastricht
Préalablement à l'ouverture des discussions sur le traité de Maastricht, un référendum consultatif sur la Communauté économique européenne s'est tenu en Italie le 18 juin 1989, en même temps que les élections européennes. Le référendum eu lieu pour montrer le soutien populaire de l'Italie au processus d'intégration européenne ; 88,1 % des votants approuvèrent la décision.
Le référendum irlandais a été organisé le 18 juin 1992. Les Irlandais votèrent en faveur du traité de Maastricht avec une participation de 57,31 %.
Le référendum français eut lieu le 20 septembre 1992. La ratification fut approuvée à 51,1 % avec une participation de 69,7 %.
Au Danemark, deux référendums furent organisés avant que le traité de Maastricht ne soit approuvé. Le premier référendum eut lieu le 2 juin 1992. Avec une participation de 82,9 %, le traité de Maastricht fut rejeté avec seulement 49,3 % de vote en faveur du traité.
Après la défaite du traité, le Danemark négocia et reçu quatre opt-outs : l'union économique et monétaire, la citoyenneté européenne, la justice et les affaires intérieures et la défense commune. Un nouveau référendum fut organisé le 18 mai 1993. Avec une participation de 85,5 %, les Danois votèrent à 56,8 % en faveur du traité renégocié.

## Élargissement de 1995
L'Autriche, la Finlande, la Norvège et la Suède organisèrent un référendum sur leurs adhésions.
Lors du référendum autrichien du 12 juin 1994, les électeurs se sont prononcés à 66,6 % en faveur de l'adhésion.
Le 16 octobre 1994, la Finlande s'est aussi prononcée par référendum sur son adhésion. Les Finlandais votèrent à 56,9 % en faveur de l'adhésion. Les îles Åland, une région autonome de la Finlande, votèrent aussi par référendum sur son adhésion le 20 novembre 1994. Avec une participation de 49,1 %, les Ålandais se prononcèrent à 73,6 % en faveur de l'adhésion.
Le 13 novembre 1994, la Suède s'est prononcée par référendum sur son adhésion. Celle-ci fut acceptée à 52,8 % des suffrages exprimés.
Le 28 du même mois, la Norvège organisa un nouveau référendum sur son adhésion lors duquel la population se prononça contre à 52,2 % des suffrages exprimés.
L'Autriche, la Finlande et la Suède ont adhéré à l'Union le 1er janvier 1995. L'adhésion fut rejeté par la Norvège une deuxième fois.

## Traité d'Amsterdam
La ratification du traité d'Amsterdam fit l'objet d'un référendum dans deux États : l'Irlande et le Danemark.
Le référendum irlandais s'est déroulé le 22 mai 1998. Avec une participation de 56,2 %, les Irlandais votèrent en faveur du traité avec une majorité de 61,74 %.
Le référendum danois fut organisé le 28 mai 1998. Avec une participation de 76,2 %, les Danois approuvèrent la ratification à 55,1 %.

## Traité de Nice
Le 7 juin 2001, 53,9 % des électeurs irlandais rejetèrent la ratification du traité par référendum avec seulement 34,8 % de participation. La ratification fut de nouveau soumise à référendum le 19 octobre 2002. Il fut accepté à 62,9 %, avec un taux de participation de 49,5 %.

## Élargissement de 2004
En 2004, le nouvel élargissement de l'Union concernait 10 nouveaux États dont huit d'Europe centrale et orientale et deux îles méditerranéennes : Chypre et Malte. Toutes ont organisé un référendum à l'exception de Chypre. Dans quatre de ces États, le référendum s'est déroulé sur deux jours.
Le référendum maltais s'est déroulé le 8 mars 2003. Avec un taux de participation de 90,9 %, les Maltais se sont prononcés en faveur de l'adhésion à 53,6 % des votes.
Le référendum slovène s'est déroulé le 23 mars 2003. Les Slovènes approuvèrent l'adhésion à 89,6 %, avec un taux de participation de 60,23 %.
Le référendum hongrois eut lieu le 12 avril 2003. Le référendum a un taux de participation de 45,6 % et 83,8 % des votants se sont prononcés en faveur de l'adhésion.
Les 10 et 11 mai 2003 s'est déroulé le référendum lituanien. Avec un taux de participation de 63,4 %, les Lituaniens se sont prononcés en faveur de l'adhésion de leur pays à 91,1 % des votants.
Le référendum slovaque s'est déroulé les 16 et 17 mai 2003. Avec un taux de participation de 51,1 %, les Slovaques se sont prononcés à 92,5 % en faveur de l'adhésion à l'Union européenne.
Les 7 et 8 juin 2003 s'est déroulé le référendum polonais lors duquel 77,5 % des votants s'exprimèrent en faveur de l'adhésion (avec un taux de participation de 58,9 %).
Le référendum tchèque s'est déroulé les 13 et 14 juin 2003. Avec un taux de participation de 55,21 %, l'adhésion fut approuvée à 77,3 %.
Le 14 septembre 2003 s'est déroulé le référendum estonien. Avec une participation de 64,1 %, 66,8 % des votants approuvèrent l'adhésion.
Le 20 septembre 2003 fut organisé le référendum letton. Avec 71,5 % de participation, 67,0 % des Lettons approuvèrent l'adhésion.
Tous les référendums étant positifs, l'ensemble de ces États a adhéré à l'Union le 1er mai 2004.

## Euro
Le Danemark et le Royaume-Uni bénéficient d'un opt-out (droit de retrait) dans le cadre du traité de Maastricht et ne sont par conséquent pas obligés de rejoindre l'euro tant qu'ils n'ont pas choisi de le faire. La Suède, à l'inverse, ne bénéficie pas d'un opt-out mais refuse cependant d'y adhérer pour l'instant. Deux référendums ont déjà été organisés sur la question, les deux ayant été négatifs :
- au Danemark, le référendum eut lieu le 28 septembre 2000. Avec 87,6 % de participation, 53,2 % des votants s'exprimèrent contre.
- en Suède, le référendum sur l'euro eut lieu le 14 septembre 2003. Les Suédois rejetèrent l'adoption de l'euro à 56,1 % des votants, avec un taux de participation de 81,2 %.

## Traité établissant une constitution pour l'Europe
À la suite de la Convention sur l'avenir de l'Europe, un traité établissant une constitution pour l'Europe fut signé. Celui-ci devait être soumis à un référendum dans dix États membres, cependant, il ne s'est effectivement déroulé que dans quatre d'entre eux.
Le premier référendum organisé fut le référendum espagnol, le 20 février 2005. Avec 41,8 % de participation, 76,6 % des Espagnols votèrent en faveur du traité.
Le 29 mai 2005 s'est déroulé le référendum français. Avec 69 % de participation, le traité fut rejeté par 55 % des suffrages exprimés.
Le 1er juin 2005, avec 63,3 % de participation, 61,5 % des Néerlandais votèrent contre le traité lors du référendum.
Le référendum luxembourgeois fut organisé le 10 juillet 2005. Avec 90,44 % de participation, le traité fut approuvé par 56,5 % des votants.
D'autres États membres envisageaient de recourir au référendum pour ratifier le traité : la République tchèque, l'Irlande, la Pologne, le Portugal, le Royaume-Uni et le Danemark.

## Traité de Lisbonne
Un seul État membre, l'Irlande, a organisé un référendum pour ratifier le traité de Lisbonne.
Le référendum irlandais sur le traité de Lisbonne eut lieu le 12 juin 2008. 53,2 % des votants s'exprimèrent contre la ratification du traité. À la suite de ce vote, la Commission européenne a déclaré que le traité n'obligerait pas l'Irlande à changer de position quant à l'existence d'un commissaire permanent par État (s'opposant à l'idée de rotation alors introduite), à la neutralité militaire et à l'avortement. Les Irlandais votèrent à nouveau le 2 octobre 2009. Avec un taux de participation de 59 %, les Irlandais acceptèrent la ratification du traité à 67,1 % des votants.
Certains considèrent que l'Irlande a obtenu des garanties sur le fait que certaines problématiques, telle que l'avortement, ne sera pas affecté par le traité de Lisbonne et qu'ainsi le peuple irlandais pouvait voter en gardant les concessions faites en tête, et qu'étant donné que tous les autres États membres avaient approuvé le traité, il n'était pas déraisonnable de demander à un seul pays de reconsidérer son rejet.

## Élargissement de 2013
Le 22 janvier 2012 s'est tenu le référendum croate. Avec 43,51 % de participation, l'adhésion fut accepté par 66,27 % des votants.

## Pacte budgétaire européen
Le 31 mai 2012 s'est déroulé le référendum irlandais sur le pacte budgétaire européen. Avec 50,6 % de participation, les Irlandais approuvèrent à 60,3 % le pacte budgétaire européen.

## Accord relatif à une juridiction unifiée du brevet
Au Danemark, un référendum sur l'adhésion à la juridiction unifiée du brevet a été organisé le 25 mai 2014, parallèlement aux élections européennes. Avec une participation de 55,9 %, l'adhésion fut approuvée par 62,5 % des votants.

## Accord d'association entre l'Ukraine et l'Union européenne
Un référendum sur l'approbation de l'accord d'association entre l'Ukraine et l'Union européenne a lieu aux Pays-Bas le 6 avril 2016. Il est rejeté par 61,59 % des votants et la signature de l'accord est suspendue jusqu'aux votes des deux chambres du Parlement néerlandais l'année suivante.

## Référendum sur le maintien du Royaume-Uni dans l'Union européenne
Un référendum sur le maintien du Royaume-Uni au sein de l'Union européenne est organisé le 23 juin 2016 ; la question d'une possible sortie du Royaume-Uni de l'Union européenne (le « Brexit ») est débattue depuis l'adhésion du pays à la Communauté économique européenne en 1973. Le référendum de 2016, le second du genre après celui de 1975, fait suite à une promesse électorale du Parti conservateur.
Un second referendum sur la sortie ou le maintien du Royaume-Uni avait été envisagé en dernier recours, dans le cas ou les autres solutions relatives au brexit n’auraient pas été retenues et avec suffisamment de temps pour qu'il ait été réalisé conformément à la législation britannique.

## Référendum hongrois sur les quotas de migrants
Un référendum portant sur  relocalisation de migrants par l'Union européenne, a eu lieu en Hongrie à l'initiative du gouvernement hongrois le 2 octobre 2016. Le « non » l'emporte a plus de 98 %, cependant la proportion d'électeurs s'étant exprimés n'a pas atteint les 50 % nécessaires pour être considéré comme « valide » par la constitution hongroise de 2012 (elle était de 41,32 %).

## Référendum danois sur la PSDC
Le référendum danois sur la fin de l'option de retrait du pays de la politique de sécurité et de défense commune fait suite à l'invasion de l'Ukraine par la Russie le 24 février 2022, ce qui amène les pays européens à revoir leur politique de défense. Le référendum est approuvé à une large majorité de plus des deux tiers des suffrages exprimés, entrainant sa mise en application le 1er juillet suivant.

## Autres référendums

### Votations en Suisse
La Suisse a plusieurs fois organisé des référendums concernant ses relations avec l'Union européenne :
- Accord avec les Communautés européennes en 1972 (72,53 % en faveur de l'accord)
- Accord sur l'espace économique européen avec l'Union européenne en 1992 (50,34 % contre l'accord)
- Accord bilatéral avec l'Union européenne en 2000 (67,19 % en faveur de l'accord)
- Candidature à l'adhésion à l'Union européenne en 2001 (76,85 % contre la candidature)
- Accord de Schengen en 2005 (54,60 % en faveur de l'accord)
- Liberté de mouvement des travailleurs, pour inclure les nouveaux États membres de l'UE, en 2009 (59,62 % en faveur de l'inclusion)
- Réduction de la liberté de mouvement des travailleurs en 2014 (50,3 % en faveur de la réduction)

### Ouverture d'une procédure d'adhésion de Saint-Marin en 2013
Un référendum saint-marinais est organisé à Saint-Marin le 20 octobre 2013. Celui-ci porte sur deux questions : l'ouverture d'une procédure d'adhésion de Saint-Marin à l'Union européenne et la mise en place de mesures économiques permettant l'indexation des salaires sur l'évolution de l'inflation.
Le taux de participation est de 43,38 % sur la question européenne et 50,28 % des votants ont répondu favorablement à la question posée mais le vote n'est pas validé car les votants ne représentent par 32 % des inscrits.

### Référendum macédonien de 2018
Après la signature d'un accord portant sur le débat autour du nom de la Macédoine signé le 17 juin 2018 entre les ministres des affaires étrangères grec, Níkos Kotziás, et macédonien, Nikola Dimitrov, incluant entre autres l'adoption du nouveau nom de « Macédoine du Nord » pour le pays, un référendum est organisé et portant sur plusieurs questions : l'adhésion à l'Union européenne et à l'OTAN et l'acceptation de l'accord signé (et par extension, le changement de nom). 90 % des votants se prononcent favorablement mais la participation est faible (36 % de participation, bien en deçà du quorum de 50 %) ; toutefois le référendum n'est que consultatif. Dans les mois qui suivent, le gouvernement et le Parlement macédonien démarrent la procédure de changement de nom,.

## Futurs référendums
Les États souhaitant adhérer à l'Union européenne dans le futur ont la possibilité d'organiser un référendum dans le cadre du processus d'adhésion.
Par ailleurs, l'article 88-5 de la Constitution française dispose :

« Tout projet de loi autorisant la ratification d'un traité relatif à l'adhésion d'un État à l'Union européenne est soumis au référendum par le Président de la République.
Toutefois, par le vote d'une motion adoptée en termes identiques par chaque assemblée à la majorité des trois cinquièmes, le Parlement peut autoriser l'adoption du projet de loi selon la procédure prévue au troisième alinéa de l'article 89. »

— Article 88-5 de la Constitution
L'application de cet article est soumise à la précision suivante, introduite en 2005 au sujet du traité constitutionnel puis mise à jour en 2008 pour le traité de Lisbonne : « L'article 88-5 de la Constitution, dans sa rédaction résultant tant de l'article 44 de la présente loi constitutionnelle que du 2° du I du présent article, n'est pas applicable aux adhésions faisant suite à une conférence intergouvernementale dont la convocation a été décidée par le Conseil européen avant le 1er juillet 2004 ».
Les politiciens d'autres États membres ont proposé l'organisation de référendum sur l'adhésion dans leurs États, en particulier en référence à la candidature de la Turquie.

## Sources